# Rivesville
Rivesville è un comune degli Stati Uniti d'America, situato nello Stato della Virginia Occidentale, nella contea di Marion.